# 高坂村 (埼玉県)
高坂村（たかさかむら）とは、現在の埼玉県東松山市にかつて存在した村である。
現在は高坂という地域名称および字名として名前が残っている。

## 地理
- 河川：都幾川、越辺川

## 歴史
- 1889年（明治22年）4月1日 - 町村制施行により、高坂村、早俣村、正代村、宮鼻村、毛塚村、田木村、西本宿村、岩殿村が合併し、高坂村が発足する。
- 1954年7月1日に比企郡松山町・大岡村・唐子村・高坂村・野本村が合併し、東松山市となる。